# Blastomussa merleti
Blastomussa merleti är en korallart som först beskrevs av Wells 1961.  Blastomussa merleti ingår i släktet Blastomussa och familjen Mussidae. IUCN kategoriserar arten globalt som livskraftig. Inga underarter finns listade i Catalogue of Life.